# Parallelepipedo
In geometria solida, il parallelepipedo (etimologicamente: a piani, in greco epipedòn, paralleli) è un poliedro le cui facce sono 6 parallelogrammi. L'ampiezza degli angoli formati dalle sue facce può variare; quando gli angoli sono retti  (formando un rettangolo per ogni faccia) si parla di parallelepipedo rettangolo.

## Definizione
Un parallelepipedo può essere definito alternativamente in uno dei modi seguenti:
- un prisma la cui base è un parallelogramma;
- un esaedro le cui facce sono tutti parallelogrammi;
- un esaedro con tre coppie di facce parallele.

In geometria analitica, usando i vettori, è possibile definire il parallelepipedo come l'insieme
{\displaystyle \{l\mathbf {a} +m\mathbf {b} +n\mathbf {c} \ |\ 0\leq l,m,n\leq 1\}}
determinato da tre vettori {\displaystyle \mathbf {a} ,\mathbf {b} ,\mathbf {c} } linearmente indipendenti nello spazio euclideo tridimensionale, indicato con {\displaystyle \mathbb {R} ^{3}}. Questi vettori coincidono con tre spigoli del parallelepipedo.

Tre vettori definiscono un parallelepipedo. Il volume è dato dal determinante di questi tre vettori. Oppure dal prodotto fra l'area del parallelogramma di base e dell'altezza.

## Volume
Il volume di un parallelepipedo è il prodotto dell'area di una qualsiasi delle sue 6 facce per la distanza {\displaystyle h} fra il piano contenente tale faccia e quello contenente la faccia opposta.
In geometria analitica, se il parallelepipedo è determinato da tre vettori:
{\displaystyle {\begin{aligned}{\vec {a}}&=(a_{1},a_{2},a_{3})\\{\vec {b}}&=(b_{1},b_{2},b_{3})\\{\vec {c}}&=(c_{1},c_{2},c_{3})\end{aligned}}}
il volume è il prodotto triplo
{\displaystyle {\vec {a}}\cdot ({\vec {b}}\times {\vec {c}})}
o equivalentemente, del determinante
{\displaystyle \det {\begin{bmatrix}a_{1}&b_{1}&c_{1}\\a_{2}&b_{2}&c_{2}\\a_{3}&b_{3}&c_{3}\end{bmatrix}}.}
Nel caso particolare di un parallelepipedo rettangolo, il volume diverrà quindi il prodotto aritmetico delle lunghezze dei tre lati.

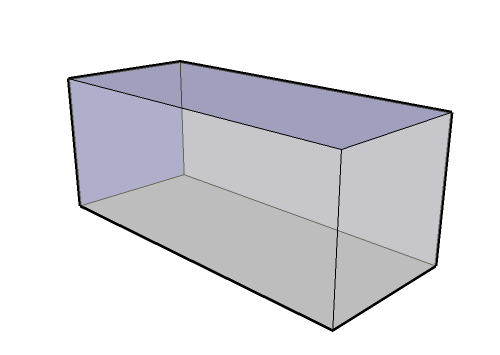
Un cuboide

## Proprietà
Il parallelepipedo è un poliedro in cui ogni faccia è un poligono dotato di simmetria centrale, ed è quindi uno zonoedro. Le facce opposte sono parallelogrammi posti su piani paralleli.

## Casi particolari
Un parallelepipedo le cui facce sono parallelogrammi particolari ha nomi più specifici:
- un cuboide o parallelepipedo rettangolo è un parallelepipedo le cui facce sono tutte rettangoli;
- un romboedro è un parallelepipedo le cui facce sono rombi;
- un cubo è un parallelepipedo le cui facce sono quadrati.

Ciascuna di queste tipologie può essere definita in modo differente:
- un parallelepipedo rettangolo è un parallelepipedo in cui gli angoli diedrali sono tutti retti;
- un romboedro è un parallelepipedo i cui spigoli hanno tutti la stessa lunghezza;
- un cubo è un parallelepipedo regolare.